# Aphanogmus fijiensis
Aphanogmus fijiensis är en stekelart som först beskrevs av Charles Ferrière 1933.  Aphanogmus fijiensis ingår i släktet Aphanogmus och familjen pysslingsteklar. Inga underarter finns listade i Catalogue of Life.